# Whitney: The Greatest Hits
Pour les articles homonymes, voir Greatest Hits.
Albums de Whitney Houston
My Love Is Your Love
(1998) Love, Whitney
(2001)
Singles
1. Could I Have This Kiss Forever
Sortie : 25 juillet 2000
2. If I Told You That
Sortie : 8 août 2000
3. Same Script, Different Cast
Sortie : 10 octobre 2000
4. Fine
Sortie : 14 novembre 2000

Whitney: The Greatest Hits est une compilation de Whitney Houston sortie le 16 mai 2000. Il se vendra à près de 15 millions d'exemplaires dans le monde.

## CD
| Disc 1: Cool Down |                                                                           |                                |        |  |
| No.               | Title                                                                     | Producer(s)                    | Length |  |
| 1.                | "Saving All My Love for You"                                              | Michael Masser                 | 3:57   |  |
| 2.                | "Greatest Love of All"                                                    | Michael Masser                 | 4:52   |  |
| 3.                | "One Moment in Time"                                                      | Narada Michael Walden          | 4:46   |  |
| 4.                | "I Have Nothing"                                                          | David Foster                   | 4:51   |  |
| 5.                | "I Will Always Love You"                                                  | David Foster                   | 4:27   |  |
| 6.                | "Run to You"                                                              | David Foster                   | 4:27   |  |
| 7.                | "You Give Good Love"                                                      | Kashif                         | 4:11   |  |
| 8.                | "All at Once"                                                             | Michael Masser                 | 4:30   |  |
| 9.                | "Where Do Broken Hearts Go"                                               | Narada Michael Walden          | 4:38   |  |
| 10.               | "If You Say My Eyes Are Beautiful" (Duet with Jermaine Jackson)           | Jermaine Jackson, Tom Keane    | 4:20   |  |
| 11.               | "Didn't We Almost Have It All"                                            | Michael Masser                 | 4:38   |  |
| 12.               | "All the Man That I Need"                                                 | Narada Michael Walden          | 3:56   |  |
| 13.               | "Exhale (Shoop Shoop)"                                                    | Babyface                       | 3:25   |  |
| 14.               | "Count on Me" (Duet with CeCe Winans)                                     | Babyface                       | 4:27   |  |
| 15.               | "I Believe in You and Me"                                                 | Mervyn Warren, Whitney Houston | 3:55   |  |
| 16.               | "I Learned from the Best"                                                 | David Foster                   | 4:23   |  |
| 17.               | "Same Script, Different Cast" (Duet with Deborah Cox)                     | "Shep" Crawford                | 5:00   |  |
| 18.               | "Could I Have This Kiss Forever" (Metro Mix) (Duet with Enrique Iglesias) | David Foster                   | 3:55   |  |

| Disc 2: Throw Down |                                                            |                                                                               |                                                             |        |  |
| No.                | Title                                                      | Writer(s)                                                                     | Producer(s)                                                 | Length |  |
| 1.                 | "If I Told You That" (Duet with George Michael)            | Rodney Jerkins, Fred Jerkins III, LaShawn Daniels, Tony Estes                 | Rodney Jerkins (Additional production: George Michael)      | 4:33   |  |
| 2.                 | "Fine"                                                     | Raphael Saadiq, Kamaal Fareed                                                 | Raphael Saadiq, Q-Tip                                       | 3:35   |  |
| 3.                 | "My Love Is Your Love"                                     | Wyclef Jean, Jerry Duplessis                                                  | Wyclef Jean, Jerry "Wonder" Duplessis                       | 4:18   |  |
| 4.                 | "It's Not Right But It's Okay"                             | Rodney Jerkins, Fred Jerkins III, LaShawn Daniels, Isaac Phillips, Tony Estes | Rodney Jerkins                                              | 4:49   |  |
| 5.                 | "Heartbreak Hotel" (Featuring Faith Evans and Kelly Price) | Carsten Schack, Kenneth Karlin, Tamara Savage                                 | Soulshock & Karlin                                          | 4:35   |  |
| 6.                 | "Step by Step"                                             | Annie Lennox                                                                  | Stephen Lipson                                              | 4:12   |  |
| 7.                 | "Queen of the Night" (CJ Mackintosh Mix)                   | L.A. Reid, Babyface, Whitney Houston                                          | L.A. Reid, Babyface, Whitney Houston, Daryl Simmons         | 3:46   |  |
| 8.                 | "I'm Every Woman"                                          | Nickolas Ashford, Valerie Simpson                                             | Narada Michael Walden                                       | 4:45   |  |
| 9.                 | "Love Will Save the Day"                                   | Toni C.                                                                       | Jellybean                                                   | 5:21   |  |
| 10.                | "I'm Your Baby Tonight"                                    | L.A. Reid, Babyface                                                           | L.A. Reid, Babyface                                         | 4:58   |  |
| 11.                | "So Emotional"                                             | Billy Steinberg, Tom Kelly                                                    | Narada Michael Walden                                       | 4:32   |  |
| 12.                | "I Wanna Dance with Somebody (Who Loves Me)"               | George Merrill, Shannon Rubicam                                               | Narada Michael Walden                                       | 4:49   |  |
| 13.                | "How Will I Know"                                          | George Merrill, Shannon Rubicam, Narada Michael Walden                        | Narada Michael Walden                                       | 4:33   |  |
| 14.                | "I Will Always Love You" (Hex Hector Mix)                  | Dolly Parton                                                                  | David Foster / Remixed by Hex Hector                        | 4:52   |  |
| 15.                | "Greatest Love of All" (Club 69 Mix)                       | Michael Masser, Linda Creed                                                   | Michael Masser / Remixed by Peter Rauhofer                  | 4:43   |  |
| 16.                | "It's Not Right But It's Okay" (Thunderpuss Mix)           | Rodney Jerkins, Fred Jerkins III, LaShawn Daniels, Isaac Phillips, Tony Estes | Rodney Jerkins / Thunderpuss 2000 (Chris Cox, Barry Harris) | 4:16   |  |
| 17.                | "I'm Your Baby Tonight" (Dronez Mix)                       | L.A. Reid, Babyface                                                           | L.A. Reid, Babyface / Remixed by the Dronez                 | 5:03   |  |

## DVD
| [hide]Music videos |                                                              |          |        |  |
| No.                | Title                                                        | Director | Length |  |
| 1.                 | "You Give Good Love"                                         |          |        |  |
| 2.                 | "Saving All My Love for You"                                 |          |        |  |
| 3.                 | "How Will I Know"                                            |          |        |  |
| 4.                 | "Greatest Love of All"                                       |          |        |  |
| 5.                 | "I Wanna Dance with Somebody (Who Loves Me)"                 |          |        |  |
| 6.                 | "Didn't We Almost Have It All"                               |          |        |  |
| 7.                 | "So Emotional"                                               |          |        |  |
| 8.                 | "Where Do Broken Hearts Go"                                  |          |        |  |
| 9.                 | "I'm Your Baby Tonight"                                      |          |        |  |
| 10.                | "All the Man That I Need"                                    |          |        |  |
| 11.                | "The Star Spangled Banner" (live at Super Bowl XXV, 1/27/91) |          |        |  |
| 12.                | "I Will Always Love You"                                     |          |        |  |
| 13.                | "Exhale (Shoop Shoop)"                                       |          |        |  |
| 14.                | "I Believe in You and Me"                                    |          |        |  |
| 15.                | "I'm Every Woman"                                            |          |        |  |
| 16.                | "I Have Nothing"                                             |          |        |  |
| 17.                | "Run to You"                                                 |          |        |  |
| 18.                | "Queen of the Night"                                         |          |        |  |
| 19.                | "Step by Step"                                               |          |        |  |
| 20.                | "Heartbreak Hotel"                                           |          |        |  |
| 21.                | "My Love Is Your Love"                                       |          |        |  |
| 22.                | "It's Not Right But It's Okay"                               |          |        |  |
| 23.                | "I Learned from the Best"                                    |          |        |  |

| [hide]Bonus content |                                                                  |        |  |
| No.                 | Title                                                            | Length |  |
| 1.                  | "Home" (Live on The Merv Griffin Show, 4/29/85)                  |        |  |
| 2.                  | "Lover for Life" (A Concert for a New South Africa, 11/12/94)    |        |  |
| 3.                  | "One Moment in Time" (Live from the 1989 Grammy Awards)          |        |  |
| 4.                  | "My Love Is Your Love: The Making of an Album"                   |        |  |
| 5.                  | "My Love Is Your Love" (Live from Mannheim, Germany, 1999)       |        |  |
| 6.                  | "Why Does It Hurt So Bad" (Live from the 1996 MTV Movie Awards)  |        |  |
| 7.                  | "It's Not Right But It's Okay" (from MTV All Access, 7/9/99)     |        |  |
| 8.                  | "Interviews with Whitney and Clive Davis"                        |        |  |
| 9.                  | "Behind-the-scenes footage from the "Greatest Hits" photo shoot" |        |  |
| 10.                 | "Song lyrics"                                                    |        |  |